# Paraplagiomus tragiscoides
Paraplagiomus tragiscoides är en skalbaggsart som först beskrevs av Stefan von Breuning 1939.  Paraplagiomus tragiscoides ingår i släktet Paraplagiomus och familjen långhorningar.
Artens utbredningsområde är:
- Kenya.
- Malawi.

Inga underarter finns listade i Catalogue of Life.